# بلايريو 155
بلايريو 155 (بالإنجليزية: Blériot 155)‏ هي طائرة ركاب ذات سطحين، بأربع محركات. أنتجت في 1925 بفرنسا. من صناعة بلايريو ايروناتيك. كان أول طيران لها في 29 يوليو 1925. انتهت خدمتها في 2 أكتوبر 1926. صنع منها 2 طائرة.